# Comisión Internacional para la Evaluación de los Crímenes de los Regímenes de Ocupación Nazi y Soviética en Lituania
La Comisión Internacional para la Evaluación de los Crímenes de los Regímenes de Ocupación Nazi y Soviética en Lituania es una comisión nombrada por el presidente de lituania, Valdas Adamkus, por decreto presidencial el 7 de septiembre de 1998. La Comisión tiene la tarea de investigar los crímenes cometidos durante el ocupación de Lituania por la unión soviética y Alemania que duró del 14 de junio de 1940 al 11 de marzo de 1990. La comisión consta de dos subcomisiones, cada una de las cuales se ocupa de los 48 años de ocupación soviética y los 3 años de ocupación alemana, respectivamente. El presidente de la Comisión es Emanuelis Zingeris MP (desde 1998). La Comisión es una institución miembro de plataforma de la memoria y de la conciencia europeas.

## Miembros
En 2012, la financiación de la comisión fue renovada por decreto presidencial de la presidenta Dalia Grybauskaite y se nombraron nuevos miembros de la comisión. Los nuevos miembros de la comisión incluyen a Dina Porat y Arkadiy Zeltser (ambos de Yad Vashem), Andrew Baker (del comité judío estadounidense), Saulius Sužiedelis (de la Universidad de Millersville), Kestutis Grinius (de la Universidad de Vilnius), Alexander Daniel (del Memorial), Nicolas Lane (del comité judío estadounidense), Timothy D. Snyder (de la Universidad de Yale), Françoise Thom (de la Universidad de la Sorbona), Janos M. Rainer y Arvydas Anušauskas (presidente del Comité de Seguridad Nacional y Defensa del Seimas). Emanuelis Zingeris fue nuevamente nombrado presidente de la comisión